# Verbascum cymigerum
Verbascum cymigerum är en flenörtsväxtart som beskrevs av Hub.-mor.. Verbascum cymigerum ingår i släktet kungsljus, och familjen flenörtsväxter. Inga underarter finns listade i Catalogue of Life.